# Eugen Walter Büttner
Eugen Walter Büttner (* 8. September 1907 in Kahla; † 6. März 1975 in Freiburg im Breisgau) war Lagerführer verschiedener Nebenlager des KZ Natzweiler-Struthof.

## Leben
Nach der Volksschule lernte Büttner den Beruf des Porzellandrehers und arbeitete als solcher bis 1928. Nach einigen Wanderjahren kam er 1932 nach Freiburg, wo er zunächst bei der Firma Breisgaumilch arbeitete. Nach der Heirat 1933 wurde er 1935 bei den Stadtwerken Freiburg als Stromableser tätig. Nach der Flucht mit der Familie zurück nach Kahla in Thüringen wurde eine vierte Tochter geboren. Nach der 1956 erfolgten Entlassung aus sowjetischer Haft zog Büttner über Erfurt erneut nach Freiburg, wo er wieder als Stromableser tätig wurde.

## Karriere im Dritten Reich
Der NSDAP trat Büttner zum 1. Januar 1931 (Mitgliedsnummer 472.475) und im Juli 1933 in Dachau der SS bei. Als SS-Wachsoldat wurde er im Frühjahr 1941 Führer des Steinbruch-Außenkommandos des KZ Natzweiler. Im Sommer 1944 wurde er Kommandant des Nebenlagers Thil, im September 1944 als SS-Oberscharführer Lagerführer des Nebenlagers KZ Kochendorf, wo er den am 30. März 1945 beginnenden Todesmarsch zum KZ Dachau leitete. Ab 26. April 1945 nahm er auch am Evakuierungsmarsch von Dachau nach Tegernsee teil, wo er in amerikanische Gefangenschaft geriet.

## Strafverfolgung
Büttner war nach dem Krieg als Kriegsverbrecher zur Fahndung ausgeschrieben.
Die Amerikaner entließen Büttner allerdings Ende 1945 vermutlich versehentlich aus der wenige Tage nach der Befreiung des KZ Dachau mit weiteren KZ-Haftsoldaten erfolgten Verhaftung; er nutzte die Gelegenheit zur Flucht in die Sowjetische Besatzungszone. Dort wurde er 1949 verhaftet und von einem sowjetischen Militärtribunal wegen vermuteter Beteiligung an der Hinrichtung von acht sowjetischen Soldaten zu lebenslanger Zwangsarbeit verurteilt, die er im Zuchthaus Bautzen und im Zuchthaus Brandenburg antrat.
Während er 1954 von einem französischen Militärgericht in Abwesenheit zum Tode verurteilt wurde, amnestierten ihn die Sowjets 1956.
In Deutschland wurde 1962 eine Strafanzeige gegen Büttner gestellt, jedoch gingen die Ermittlungen im so genannten „Fall Büttner, Eugen und Andere“ nur zögerlich voran. Ein erneutes Ermittlungsverfahren wurde 1968 angestrengt und ohne Eröffnung eines Prozesses 1970 eingestellt.
Die Spruchkammer in Berlin hatte ihn als Mitläufer eingestuft.